# Lista de episódios de Lost
Lost é uma série de televisão estadunidense, dos gêneros drama, fantasia e ficção científica, criada por Jeffrey Lieber, J. J. Abrams e Damon Lindelof. A série estreou na ABC em 22 de setembro de 2004. Após a exibição dos vinte e cinco episódios da primeira temporada, em 27 de abril de 2005, foi exibido um episódio de recapitulação, para lembrar aos telespectadores o que aconteceu na história, antes da segunda temporada começar. A segunda temporada incluiu mais três episódios de recapitulações. Após o início da terceira temporada, não se transmitiram episódios entre 8 de novembro de 2006 e 7 de fevereiro de 2007. A série voltou com o capítulo "Not in Portland", notando-se que a audiência havia baixado notoriamente. Como em todas as temporadas, esta última incluiu também três episódios de recapitulação.
Em 23 de maio de 2010, 121 episódios de "Lost" foram ao ar, concluindo a sexta temporada e finalizando a série.

## Resumo
| Temporada | Temporada | Episódios | Data de estreia        | Data de encerramento |
| Temporada | Temporada | Episódios | Estreia de temporada   | Final de temporada   |
| --------- | --------- | --------- | ---------------------- | -------------------- |
|           | 1         | 25        | 22 de setembro de 2004 | 25 de maio de 2005   |
|           | 2         | 24        | 21 de setembro de 2005 | 24 de maio de 2006   |
|           | 3         | 23        | 4 de outubro de 2006   | 23 de maio de 2007   |
|           | 4         | 14        | 31 de janeiro de 2008  | 29 de maio de 2008   |
|           | 5         | 17        | 21 de janeiro de 2009  | 13 de maio de 2009   |
|           | 6         | 18        | 2 de fevereiro de 2010 | 23 de maio de 2010   |

## Episódios

### 1ª temporada (2004–05)
| No. geral | No. na série | Título                                   | Dirigido por     | Escrito por                                                                                           | Exibição                | Audiência (milhões) |
| --------- | ------------ | ---------------------------------------- | ---------------- | --- | ----------------------- | ------------------- |
| 1         | 1            | "Pilot (Part 1)"                         | J. J. Abrams     | História por: Jeffrey Lieber, J. J. Abrams & Damon LindelofRoteiro por: J. J. Abrams & Damon Lindelof | 22 de setembro de 2004  | 18.65               |
| 2         | 2            | "Pilot (Part 2)"                         | J. J. Abrams     | História por: Jeffrey Lieber, J. J. Abrams & Damon LindelofRoteiro por: J. J. Abrams & Damon Lindelof | 29 de setembro de 2004  | 17.00               |
| 3         | 3            | "Tabula Rasa"                            | Jack Bender      | Damon Lindelof                                                                                        | 6 de outubro de 2004    | 16.54               |
| 4         | 4            | "Walkabout"                              | Jack Bender      | David Fury                                                                                            | 13 de outubro de 2004   | 18.16               |
| 5         | 5            | "White Rabbit"                           | Kevin Hooks      | Christian Taylor                                                                                      | 20 de outubro de 2004   | 16.82               |
| 6         | 6            | "House of the Rising Sun"                | Michael Zinberg  | Javier Grillo-Marxuach                                                                                | 27 de outubro de 2004   | 16.83               |
| 7         | 7            | "The Moth"                               | Bobby Roth       | Andy Reaser                                                                                           | 3 de novembro de 2004   | 18.73               |
| 8         | 8            | "Confidence Man"                         | Tucker Gates     | Damon Lindelof                                                                                        | 10 de novembro de 2004  | 18.44               |
| 9         | 9            | "Solitary"                               | Greg Yaitanes    | David Fury                                                                                            | 17 de novembro de 2004  | 17.64               |
| 10        | 10           | "Raised by Another"                      | Marita Grabiak   | Lynne E. Litt                                                                                         | 1 de dezembro de 2004   | 17.15               |
| 11        | 11           | "All the Best Cowboys Have Daddy Issues" | Stephen Williams | Javier Grillo-Marxuach                                                                                | 8 de dezembro de 2004   | 18.88               |
| 12        | 12           | "Whatever the Case May Be"               | Jack Bender      | Damon Lindelof & Jennifer Johnson                                                                     | 5 de janeiro de 2005    | 21.59               |
| 13        | 13           | "Hearts and Minds"                       | Rod Holcomb      | Carlton Cuse & Javier Grillo-Marxuach                                                                 | 12 de janeiro de 2005   | 20.81               |
| 14        | 14           | "Special"                                | Greg Yaitanes    | David Fury                                                                                            | 19 de janeiro de 2005   | 19.69               |
| 15        | 15           | "Homecoming"                             | Kevin Hooks      | Damon Lindelof                                                                                        | 9 de fevereiro de 2005  | 19.48               |
| 16        | 16           | "Outlaws"                                | Jack Bender      | Drew Goddard                                                                                          | 16 de fevereiro de 2005 | 17.87               |
| 17        | 17           | "...In Translation"                      | Chandra Wilson   | Elisabeth R. Finch                                                                                    | 23 de fevereiro de 2005 | 19.49               |
| 18        | 18           | "Numbers"                                | Daniel Attias    | Brent Fletcher & David Fury                                                                           | 2 de março de 2005      | 18.85               |
| 19        | 19           | "Deus Ex Machina"                        | Robert Mandel    | Carlton Cuse & Damon Lindelof                                                                         | 30 de março de 2005     | 17.75               |
| 20        | 20           | "Do No Harm"                             | Stephen Williams | Janet Tamaro                                                                                          | 6 de abril de 2005      | 17.12               |
| 21        | 21           | "The Greater Good"                       | David Grossman   | Leonard Dick                                                                                          | 4 de maio de 2005       | 17.20               |
| 22        | 22           | "Born to Run"                            | Tucker Gates     | História por: Javier Grillo-MarxuachRoteiro por: Edward Kitsis & Adam Horowitz                        | 11 de maio de 2005      | 17.10               |
| 23        | 23           | "Exodus (Part 1)"                        | Jack Bender      | Damon Lindelof & Carlton Cuse                                                                         | 18 de maio de 2005      | 18.62               |
| 24 25     | 24 25        | "Exodus (Part 2)"Exodus (Part 3)"        | Jack Bender      | Damon Lindelof & Carlton Cuse                                                                         | 25 de maio de 2005      | 20.71               |

### 2ª temporada (2005–06)
| No. geral | No. na série | Título                         | Dirigido por      | Escrito por                             | Exibição                | Audiência (milhões) |
| --------- | ------------ | ------------------------------ | ----------------- | --------------------------------------- | ----------------------- | ------------------- |
| 26        | 1            | "Man of Science, Man of Faith" | Jack Bender       | Damon Lindelof                          | 21 de setembro de 2005  | 23.47               |
| 27        | 2            | "Adrift"                       | Stephen Williams  | Steven Maeda & Leonard Dick             | 28 de setembro de 2005  | 23.17               |
| 28        | 3            | "Orientation"                  | Jack Bender       | Javier Grillo-Marxuach & Craig Wright   | 5 de outubro de 2005    | 22.38               |
| 29        | 4            | "Everybody Hates Hugo"         | Alan Taylor       | Edward Kitsis & Adam Horowitz           | 12 de outubro de 2005   | 21.66               |
| 30        | 5            | "...And Found"                 | Stephen Williams  | Carlton Cuse & Damon Lindelof           | 19 de outubro de 2005   | 21.38               |
| 31        | 6            | "Abandoned"                    | Adam Davidson     | Elizabeth Sarnoff                       | 9 de novembro de 2005   | 20.01               |
| 32        | 7            | "The Other 48 Days"            | Eric Laneuville   | Damon Lindelof & Carlton Cuse           | 16 de novembro de 2005  | 21.87               |
| 33        | 8            | "Collision"                    | Stephen Williams  | Javier Grillo-Marxuach & Leonard Dick   | 23 de novembro de 2005  | 19.29               |
| 34        | 9            | "What Kate Did"                | Paul Edwards      | Steven Maeda & Craig Wright             | 30 de novembro de 2005  | 21.54               |
| 35        | 10           | "The 23rd Psalm"               | Matt Earl Beesley | Carlton Cuse & Damon Lindelof           | 11 de janeiro de 2006   | 20.56               |
| 36        | 11           | "The Hunting Party"            | Stephen Williams  | Elizabeth Sarnoff & Christina M. Kim    | 18 de janeiro de 2006   | 19.13               |
| 37        | 12           | "Fire + Water"                 | Jack Bender       | Edward Kitsis & Adam Horowitz           | 25 de janeiro de 2006   | 19.05               |
| 38        | 13           | "The Long Con"                 | Roxann Dawson     | Steven Maeda & Leonard Dick             | 8 de fevereiro de 2006  | 18.74               |
| 39        | 14           | "One of Them"                  | Stephen Williams  | Damon Lindelof & Carlton Cuse           | 15 de fevereiro de 2006 | 18.20               |
| 40        | 15           | "Maternity Leave"              | Jack Bender       | Dawn Lambertsen Kelly & Matt Ragghianti | 1 de março de 2006      | 16.43               |
| 41        | 16           | "The Whole Truth"              | Karen Gaviola     | Elizabeth Sarnoff & Christina M. Kim    | 22 de março de 2006     | 15.30               |
| 42        | 17           | "Lockdown"                     | Stephen Williams  | Carlton Cuse & Damon Lindelof           | 29 de março de 2006     | 16.21               |
| 43        | 18           | "Dave"                         | Jack Bender       | Edward Kitsis & Adam Horowitz           | 5 de abril de 2006      | 16.38               |
| 44        | 19           | "S.O.S."                       | Eric Laneuville   | Steven Maeda & Leonard Dick             | 12 de abril de 2006     | 15.68               |
| 45        | 20           | "Two for the Road"             | Paul Edwards      | Elizabeth Sarnoff & Christina M. Kim    | 3 de maio de 2006       | 15.56               |
| 46        | 21           | "?"                            | Deran Sarafian    | Damon Lindelof & Carlton Cuse           | 10 de maio de 2006      | 16.35               |
| 47        | 22           | "Three Minutes"                | Stephen Williams  | Edward Kitsis & Adam Horowitz           | 17 de maio de 2006      | 14.67               |
| 48 49     | 23 24        | "Live Together, Die Alone"     | Jack Bender       | Carlton Cuse & Damon Lindelof           | 24 de maio de 2006      | 17.84               |

### 3ª temporada (2006–07)
| No. geral | No. na série | Título                       | Dirigido por         | Escrito por                                                            | Exibição                | Audiência (milhões) |
| --------- | ------------ | ---------------------------- | -------------------- | ---------------------------------------------------------------------- | ----------------------- | ------------------- |
| 50        | 1            | "A Tale of Two Cities"       | Jack Bender          | História por: Damon LindelofRoteiro por: J. J. Abrams & Damon Lindelof | 4 de outubro de 2006    | 18.82               |
| 51        | 2            | "The Glass Ballerina"        | Paul Edwards         | Jeff Pinkner & Drew Goddard                                            | 11 de outubro de 2006   | 16.89               |
| 52        | 3            | "Further Instructions"       | Stephen Williams     | Carlton Cuse & Elizabeth Sarnoff                                       | 18 de outubro de 2006   | 16.31               |
| 53        | 4            | "Every Man for Himself"      | Stephen Williams     | Edward Kitsis & Adam Horowitz                                          | 25 de outubro de 2006   | 17.09               |
| 54        | 5            | "The Cost of Living"         | Jack Bender          | Alison Schapker & Monica Owusu-Breen                                   | 1 de novembro de 2006   | 16.07               |
| 55        | 6            | "I Do"                       | Tucker Gates         | Damon Lindelof & Carlton Cuse                                          | 8 de novembro de 2006   | 17.15               |
| 56        | 7            | "Not in Portland"            | Stephen Williams     | Carlton Cuse & Jeff Pinkner                                            | 7 de fevereiro de 2007  | 14.49               |
| 57        | 8            | "Flashes Before Your Eyes"   | Jack Bender          | Damon Lindelof & Drew Goddard                                          | 14 de fevereiro de 2007 | 12.84               |
| 58        | 9            | "Stranger in a Strange Land" | Paris Barclay        | Elizabeth Sarnoff & Christina M. Kim                                   | 21 de fevereiro de 2007 | 12.95               |
| 59        | 10           | "Tricia Tanaka Is Dead"      | Eric Laneuville      | Edward Kitsis & Adam Horowitz                                          | 28 de fevereiro de 2007 | 12.78               |
| 60        | 11           | "Enter 77"                   | Stephen Williams     | Carlton Cuse & Damon Lindelof                                          | 7 de março de 2007      | 12.45               |
| 61        | 12           | "Par Avion"                  | Paul Edwards         | Christina M. Kim & Jordan Rosenberg                                    | 14 de março de 2007     | 12.48               |
| 62        | 13           | "The Man from Tallahassee"   | Jack Bender          | Drew Goddard & Jeff Pinkner                                            | 21 de março de 2007     | 12.22               |
| 63        | 14           | "Exposé"                     | Stephen Williams     | Edward Kitsis & Adam Horowitz                                          | 28 de março de 2007     | 11.52               |
| 64        | 15           | "Left Behind"                | Karen Gaviola        | Damon Lindelof & Elizabeth Sarnoff                                     | 4 de abril de 2007      | 11.66               |
| 65        | 16           | "One of Us"                  | Jack Bender          | Carlton Cuse & Drew Goddard                                            | 11 de abril de 2007     | 12.09               |
| 66        | 17           | "Catch-2"                    | Stephen Williams     | Jeff Pinkner & Brian K. Vaughan                                        | 18 de abril de 2007     | 12.08               |
| 67        | 18           | "D.O.C."                     | Frederick E. O. Toye | Edward Kitsis & Adam Horowitz                                          | 25 de abril de 2007     | 11.86               |
| 68        | 19           | "The Brig"                   | Eric Laneuville      | Damon Lindelof & Carlton Cuse                                          | 2 de maio de 2007       | 12.33               |
| 69        | 20           | "The Man Behind the Curtain" | Bobby Roth           | Elizabeth Sarnoff & Drew Goddard                                       | 9 de maio de 2007       | 14.11               |
| 70        | 21           | "Greatest Hits"              | Stephen Williams     | Edward Kitsis & Adam Horowitz                                          | 16 de maio de 2007      | 15.32               |
| 71 72     | 22 23        | "Through the Looking Glass"  | Jack Bender          | Carlton Cuse & Damon Lindelof                                          | 23 de maio de 2007      | 19.86               |

### 4ª temporada (2008)
| No. geral | No. na série | Título                                | Dirigido por     | Escrito por                          | Exibição                | Audiência (milhões) |
| --------- | ------------ | ------------------------------------- | ---------------- | ------------------------------------ | ----------------------- | ------------------- |
| 73        | 1            | "The Beginning of the End"            | Jack Bender      | Damon Lindelof & Carlton Cuse        | 31 de janeiro de 2008   | 17.04               |
| 74        | 2            | "Confirmed Dead"                      | Stephen Williams | Drew Goddard & Brian K. Vaughan      | 7 de fevereiro de 2008  | 16.06               |
| 75        | 3            | "The Economist"                       | Jack Bender      | Edward Kitsis & Adam Horowitz        | 14 de fevereiro de 2008 | 13.62               |
| 76        | 4            | "Eggtown"                             | Stephen Williams | Elizabeth Sarnoff & Greggory Nations | 21 de fevereiro de 2008 | 13.53               |
| 77        | 5            | "The Constant"                        | Jack Bender      | Carlton Cuse & Damon Lindelof        | 28 de fevereiro de 2008 | 12.85               |
| 78        | 6            | "The Other Woman"                     | Eric Laneuville  | Drew Goddard & Christina M. Kim      | 6 de março de 2008      | 12.90               |
| 79        | 7            | "Ji Yeon"                             | Stephen Semel    | Edward Kitsis & Adam Horowitz        | 13 de março de 2008     | 11.87               |
| 80        | 8            | "Meet Kevin Johnson"                  | Stephen Williams | Elizabeth Sarnoff & Brian K. Vaughan | 20 de março de 2008     | 11.28               |
| 81        | 9            | "The Shape of Things to Come"         | Jack Bender      | Brian K. Vaughan & Drew Goddard      | 24 de abril de 2008     | 12.33               |
| 82        | 10           | "Something Nice Back Home"            | Stephen Williams | Edward Kitsis & Adam Horowitz        | 1 de maio de 2008       | 11.14               |
| 83        | 11           | "Cabin Fever"                         | Paul Edwards     | Elizabeth Sarnoff & Kyle Pennington  | 8 de maio de 2008       | 11.28               |
| 84        | 12           | "There's No Place Like Home (Part 1)" | Stephen Williams | Damon Lindelof & Carlton Cuse        | 15 de maio de 2008      | 11.40               |
| 85 86     | 13 14        | "There's No Place Like Home (Part 2)" | Jack Bender      | Carlton Cuse & Damon Lindelof        | 29 de maio de 2008      | 12.20               |

### 5ª temporada (2009)
| No. geral | No. na série | Título                                 | Dirigido por     | Escrito por                           | Exibição                | Audiência (milhões) |
| --------- | ------------ | -------------------------------------- | ---------------- | ------------------------------------- | ----------------------- | ------------------- |
| 87        | 1            | "Because You Left"                     | Stephen Williams | Damon Lindelof & Carlton Cuse         | 21 de janeiro de 2009   | 11.66               |
| 88        | 2            | "The Lie"                              | Jack Bender      | Edward Kitsis & Adam Horowitz         | 21 de janeiro de 2009   | 11.08               |
| 89        | 3            | "Jughead"                              | Rod Holcomb      | Elizabeth Sarnoff & Paul Zbyszewski   | 28 de janeiro de 2009   | 11.07               |
| 90        | 4            | "The Little Prince"                    | Stephen Williams | Brian K. Vaughan & Melinda Hsu Taylor | 4 de fevereiro de 2009  | 10.98               |
| 91        | 5            | "This Place Is Death"                  | Paul Edwards     | Edward Kitsis & Adam Horowitz         | 11 de fevereiro de 2009 | 9.77                |
| 92        | 6            | "316"                                  | Stephen Williams | Damon Lindelof & Carlton Cuse         | 18 de fevereiro de 2009 | 11.27               |
| 93        | 7            | "The Life and Death of Jeremy Bentham" | Jack Bender      | Carlton Cuse & Damon Lindelof         | 25 de fevereiro de 2009 | 9.82                |
| 94        | 8            | "LaFleur"                              | Mark Goldman     | Elizabeth Sarnoff & Kyle Pennington   | 4 de março de 2009      | 10.61               |
| 95        | 9            | "Namaste"                              | Jack Bender      | Paul Zbyszewski & Brian K. Vaughan    | 18 de março de 2009     | 9.08                |
| 96        | 10           | "He's Our You"                         | Greg Yaitanes    | Edward Kitsis & Adam Horowitz         | 25 de março de 2009     | 8.82                |
| 97        | 11           | "Whatever Happened, Happened"          | Bobby Roth       | Carlton Cuse & Damon Lindelof         | 1 de abril de 2009      | 9.35                |
| 98        | 12           | "Dead Is Dead"                         | Stephen Williams | Brian K. Vaughan & Elizabeth Sarnoff  | 8 de abril de 2009      | 8.29                |
| 99        | 13           | "Some Like It Hoth"                    | Jack Bender      | Melinda Hsu Taylor & Greggory Nations | 15 de abril de 2009     | 9.23                |
| 100       | 14           | "The Variable"                         | Paul Edwards     | Edward Kitsis & Adam Horowitz         | 29 de abril de 2009     | 9.04                |
| 101       | 15           | "Follow the Leader"                    | Stephen Williams | Paul Zbyszewski & Elizabeth Sarnoff   | 6 de maio de 2009       | 8.70                |
| 102 103   | 16 17        | "The Incident"                         | Jack Bender      | Damon Lindelof & Carlton Cuse         | 13 de maio de 2009      | 9.43                |

### 6ª temporada (2010)
| No. geral | No. na série | Título                 | Dirigido por      | Escrito por                                      | Exibição                | Audiência (milhões) |
| --------- | ------------ | ---------------------- | ----------------- | ------------------------------------------------ | ----------------------- | ------------------- |
| 104 105   | 1 2          | "LA X"                 | Jack Bender       | Damon Lindelof & Carlton Cuse                    | 2 de fevereiro de 2010  | 12.09               |
| 106       | 3            | "What Kate Does"       | Paul Edwards      | Edward Kitsis & Adam Horowitz                    | 9 de fevereiro de 2010  | 11.05               |
| 107       | 4            | "The Substitute"       | Tucker Gates      | Elizabeth Sarnoff & Melinda Hsu Taylor           | 16 de fevereiro de 2010 | 9.82                |
| 108       | 5            | "Lighthouse"           | Jack Bender       | Carlton Cuse & Damon Lindelof                    | 23 de fevereiro de 2010 | 9.95                |
| 109       | 6            | "Sundown"              | Bobby Roth        | Paul Zbyszewski & Graham Roland                  | 2 de março de 2010      | 9.29                |
| 110       | 7            | "Dr. Linus"            | Mario Van Peebles | Edward Kitsis & Adam Horowitz                    | 9 de março de 2010      | 9.49                |
| 111       | 8            | "Recon"                | Jack Bender       | Elizabeth Sarnoff & Jim Galasso                  | 16 de março de 2010     | 8.87                |
| 112       | 9            | "Ab Aeterno"           | Tucker Gates      | Melinda Hsu Taylor & Greggory Nations            | 23 de março de 2010     | 9.31                |
| 113       | 10           | "The Package"          | Paul Edwards      | Paul Zbyszewski & Graham Roland                  | 30 de março de 2010     | 10.13               |
| 114       | 11           | "Happily Ever After"   | Jack Bender       | Carlton Cuse & Damon Lindelof                    | 6 de abril de 2010      | 9.55                |
| 115       | 12           | "Everybody Loves Hugo" | Daniel Attias     | Edward Kitsis & Adam Horowitz                    | 13 de abril de 2010     | 9.48                |
| 116       | 13           | "The Last Recruit"     | Stephen Semel     | Paul Zbyszewski & Graham Roland                  | 20 de abril de 2010     | 9.53                |
| 117       | 14           | "The Candidate"        | Jack Bender       | Elizabeth Sarnoff & Jim Galasso                  | 4 de maio de 2010       | 9.59                |
| 118       | 15           | "Across the Sea"       | Tucker Gates      | Carlton Cuse & Damon Lindelof                    | 11 de maio de 2010      | 10.32               |
| 119       | 16           | "What They Died For"   | Paul Edwards      | Edward Kitsis, Adam Horowitz & Elizabeth Sarnoff | 18 de maio de 2010      | 12.47               |
| 120 121   | 17 18        | "The End"              | Jack Bender       | Damon Lindelof & Carlton Cuse                    | 23 de maio de 2010      | 16.57               |

## Epílogo (2010)
| Título                  | Dirigido por | Escrito por                                     | Exibição                      |
| ----------------------- | ------------ | ----------------------------------------------- | ----------------------------- |
| "The New Man in Charge" | Paul Edwards | Melinda Hsu Taylor, Graham Roland & Jim Galasso | 24 de agosto de 2010 (em DVD) |

## Especiais
| No.   | Título                                             | Narrado por                                                   | Exibido entre                                         | Exibição               | Audiência (milhões) |
| ----- | -------------------------------------------------- | ------------------------------------------------------------- | ----------------------------------------------------- | ---------------------- | ------------------- |
| 1     | "Lost: The Journey"                                | Brian Cox Evangeline Lilly & Dominic Monaghan em Austrália    | "Do No Harm""The Greater Good"                        | 27 de abril de 2005    | 13.75               |
| 2     | "Destination Lost"                                 | Peter Coyote                                                  | "Exodus""Man of Science, Man of Faith"                | 21 de setembro de 2005 | 15.27               |
| 3     | "Lost: Revelation"                                 | Peter Coyote Apresentado por J. J. Abrams em Austrália        | "Coming Home""One More Kiss"                          | 11 de janeiro de 2006  | 13.52               |
| 4     | "Lost: Reckoning"                                  | Peter Coyote                                                  | "S.O.S""Two for the Road"                             | 26 de abril de 2006    | 11.95               |
| 5     | "Lost: A Tale of Survival"                         | Michael Emerson                                               | "Live Together, Die Alone""A Tale of Two Cities"      | 27 de setembro de 2006 | 9.03                |
| 6     | "Lost Survivor Guide"                              | Kyle MacLachlan Apresentado por Damon Lindelof & Carlton Cuse | "I Do""Not in Portland"                               | 7 de fevereiro de 2007 | 8.84                |
| 7     | "Lost: The Answers"                                | Kyle MacLachlan Apresentado por Damon Lindelof & Carlton Cuse | "Greatest Hits""Through the Looking Glass"            | 17 de maio de 2007     | 9.12                |
| 8     | "Lost: Past, Present & Future"                     | Michael Emerson                                               | "Through the Looking Glass""The Beginning of the End" | 31 de janeiro de 2008  | 13.06               |
| 9     | "Lost: Destiny Calls"                              | Doug Hutchison Apresentado por Damon Lindelof & Carlton Cuse  | "There's No Place Like Home""Because You Left"        | 21 de janeiro de 2009  | 8.48                |
| 10    | "Lost: The Story of the Oceanic 6"                 | Nestor Carbonell                                              | "Some Like It Hoth""The Variable"                     | 22 de abril de 2009    | 6.75                |
| 11    | "Lost: A Journey in Time"                          | Michael Emerson Apresentado por Damon Lindelof & Carlton Cuse | "Follow the Leader""The Incident"                     | 13 de maio de 2009     | 6.33                |
| 12    | "Lost: Final Chapter" "Lost: Beginning of the End" | Michael Emerson                                               | "The Incident""LA X"                                  | 2 de fevereiro de 2010 | 9.97                |
| 13/14 | "Lost: The Final Journey"                          | Titus Welliver                                                | "What They Died For""The End"                         | 23 de maio de 2010     | 9.93                |